# Realismo épico
Corriente de la literatura y del cine que tiende a mezclar la grandeza y el carácter sobrehumano de la épica con situaciones y personajes de caracteres más humanos, tendiendo a la profundización de las motivaciones de estos y de las circunstancias de la narración.
El término puede aplicarse en general a la conciliación de lo sobrenatural y lo fantástico en la literatura, con la verosimilitud interna del relato y con la credibilidad con que este se llega a desarrollar. De este modo puede vinculársele con el realismo mágico (por el afan de unir vanguardismo y realismo); aunque, más que tender al aspecto mágico se concentra en obras sobre personajes humanos, o de espíritu humano, cuya cotidianidad y vida interior no se descuida (en oposición a la épica tradicional, en la que esta es, por regla general, irrelevante) y que incluso llegan a ser bastante comunes, que se ven enfrentados a situaciones extraordinarias, en mundos usualmente irreales, ante las cuales sus actos, aunque lleguen a ser heroicos, siguen estando teñidos de humanidad.
El pensamiento posmodernista ha contribuido en buena medida al desarrollo de este género, el cual puede verse como expresión del desengaño contemporáneo frente al superhombre y a los mitos. Dentro de esta tendencia se podrían considerar, entre otras, las obras iniciales y más importantes de Ray Bradbury, con sus tramas de ciencia ficción con desusados análisis psicológicos y comentario social, en cierto modo, parte de la obra de Miguel Gutiérrez. 
Algunos ejemplos extraliterarios recientes son las películas Kill Bill de Quentin Tarantino, Cloverfield de J.J. Abrams, el anime Evangelion de Hideaki Anno y El Eternauta (serie de televisión)
Nota: El realismo épico no debe confundirse con el Teatro Épico del distanciamiento de Bertolt Brecht, caracterizado por acentuar el teatralismo.
- Datos: Q6102240